# Hidalgo (estado)
Hidalgo é um dos 31 estados do México. Sua área é de 20,813 km², e sua população é de 2.665,018 habitantes. A capital do Estado é a cidade de Pachuca. Seu nome é uma homenagem a Miguel Hidalgo, um defensor da independência mexicana.

## Municípios do Estado
- Acatlán
- Acaxochitlán
- Actopan
- Agua Blanca de Iturbide
- Ajacuba
- Alfajayucan
- Almoloya
- Apan
- Atitalaquia
- Atlapexco
- Atotonilco de Tula
- Atotonilco el Grande
- Calnali
- Cardonal
- Chapantongo
- Chapulhuacán
- Chilcuautla
- Cuautepec de Hinojosa
- El Arenal
- Eloxochitlán
- Emiliano Zapata
- Epazoyucan
- Francisco I. Madero
- Huasca de Ocampo
- Huautla
- Huazalingo
- Huehuetla
- Huejutla de Reyes
- Huichapan
- Ixmiquilpan
- Jacala de Ledezma
- Jaltocán
- Juárez Hidalgo
- La Misión
- Lolotla
- Metepec
- Metztitlán
- Mineral de la Reforma
- Mineral del Chico
- Mineral del Monte
- Mixquiahuala de Juárez
- Molango de Escamilla
- Nicolás Flores
- Nopala de Villagrán
- Omitlán de Juárez
- Pachuca de Soto
- Pacula
- Pisaflores
- Progreso de Obregón
- San Agustín Metzquititlán
- San Agustín Tlaxiaca
- San Bartolo Tutotepec
- San Felipe Orizatlán
- San Salvador
- Santiago de Anaya
- Santiago Tulantepec de Lugo Guerre
- Singuilucan
- Tasquillo
- Tecozautla
- Tenango de Doria
- Tepeapulco
- Tepehuacán de Guerrero
- Tepeji del Río de Ocampo
- Tepetitlán
- Tetepango
- Tezontepec de Aldama
- Tianguistengo
- Tizayuca
- Tlahuelilpan
- Tlahuiltepa
- Tlanalapa
- Tlanchinol
- Tlaxcoapan
- Tolcayuca
- Tula de Allende
- Tulancingo de Bravo
- Villa de Tezontepec
- Xochiatipan
- Xochicoatlán
- Yahualica
- Zacualtipán de Angeles
- Zapotlán de Juárez
- Zempoala
- Zimapán